# Väsbysjön
Väsbysjön är en sjö i Norrtälje kommun i Uppland och ingår i Norrtäljeån-Åkerströms kustområde. Sjön har en area på 0,284 kvadratkilometer och ligger 9 meter över havet. Sjön avvattnas av vattendraget Penningbyån. Vid sjöns östra sida ligger slottet Penningby.

## Delavrinningsområde
Väsbysjön ingår i det delavrinningsområde (662149-166112) som SMHI kallar för Mynnar i havet. Medelhöjden är 23 meter över havet och ytan är 11,66 kvadratkilometer. Räknas de 4 avrinningsområdena uppströms in blir den ackumulerade arean 102,36 kvadratkilometer. Avrinningsområdets utflöde Penningbyån mynnar i havet. Avrinningsområdet består mestadels av skog (56 procent) och jordbruk (32 procent). Avrinningsområdet har 0,28 kvadratkilometer vattenytor vilket ger det en sjöprocent på 2,4 procent.